# Gouverneurswahl in der Oblast Irkutsk 2015

Ergebnis für Sergei Lewtschenko der Kommunistischen Partei der Russischen Föderation (rot) und Sergei Eroschtschenko der Partei Einiges Russland (blau) im ersten Wahlgang (links) und im zweiten Wahlgang (rechts) nach Stimmkreisen

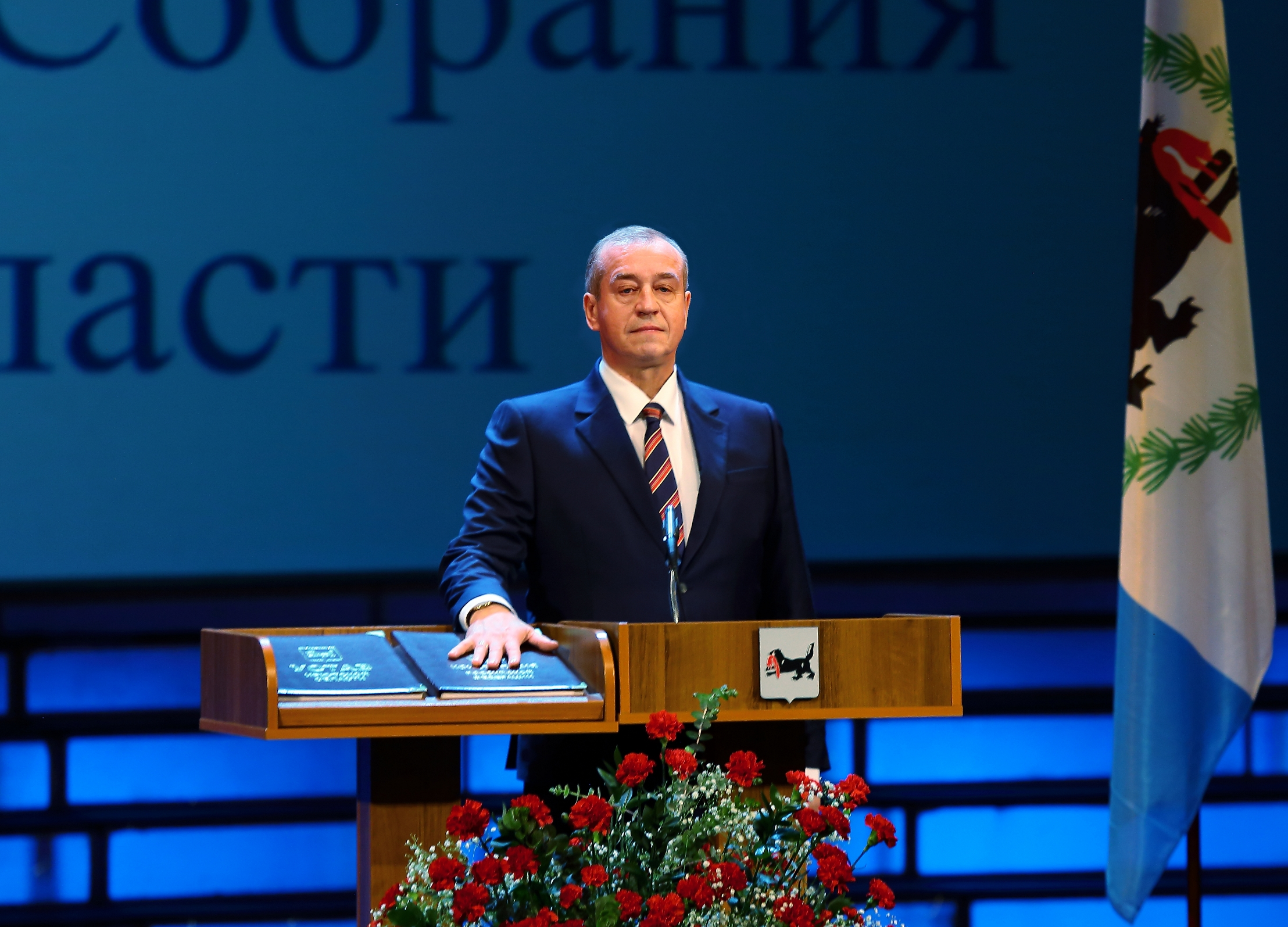
Wahlsieger Sergei Lewtschenko bei der Amtseinführung

Die Gouverneurswahl in der Oblast Irkutsk 2015 war die erste Wahl des Gouverneurs nach der Wiedereinführung der Direktwahl in der Oblast Irkutsk, einem russischen Föderationssubjekt im Föderationskreis Sibirien. Der erste Wahlgang fand am 13. September 2015 statt, der zweite Wahlgang folgte am 27. September 2015. Damit war es die erste Wahl seit der allgemeinen Wiedereinführung der Direktwahl der Gouverneure der russischen Föderationssubjekte im Jahre 2012, bei der kein Kandidat im ersten Wahlgang eine absolute Mehrheit erreichte und somit ein zweiter Wahlgang mit den beiden Kandidaten mit den meisten Stimmen abgehalten werden musste. Die Wahl bekam internationale Aufmerksamkeit, da wider allgemeinen Erwartungen ein Oppositionskandidat den Kandidaten von Einiges Russland, der "Partei der Macht", besiegte.

## Ausgangslage
Die letzte Direktwahl des Gouverneurs der Oblast Irkutsk fand im Juli beziehungsweise August 2001 statt, ebenfalls in zwei Wahlgängen. Der amtierende Gouverneur Boris Alexandrowitsch Goworin gewann mit 47,63 % die Wahl gegen Sergei Georgijewitsch Lewtschenko der Kommunistischen Partei der Russischen Föderation, der bei der Wahl 2015 Gouverneur wurde, bei der Wahl 2001 jedoch nur 45,26 % erreichte und unterlag. Boris Alexandrowitsch Goworin wurde für eine Amtszeit von vier Jahren Gouverneur der Oblast.
Im Jahr 2003 wurde die Amtszeit der Gouverneurs der Oblast Irkutsk von vier Jahre auf fünf Jahre verlängert. Im September 2004 schlug der russische Präsident Wladimir Putin vor, die Direktwahl der Gouverneure in ganz Russland abzuschaffen und durch Wahlen in den Parlamenten der Föderationssubjekte mit vom Präsidenten vorgeschlagenen Kandidaten zu ersetzen. Im Dezember wurde der entsprechende Gesetzentwurf entwickelt und verabschiedet. 2005 fanden deshalb keine Wahlen statt, und Wladimir Putin schlug der Gesetzgebenden Versammlung der Oblast Irkutsk den 39-jährigen Chef der Ostsibirischen Eisenbahn, Alexander Georgijewitsch Tischanin, als neuen Gouverneur, nun für 5 Jahre, vor. Seine Kandidatur war zwar unerwartet, im Parlament erhielt er dennoch 42 Ja-Stimmen und nur 2 Nein-Stimmen. Alexander Georgijewitsch Tischanin war vom 26. Januar 2007 bis zum 31. Dezember 2007 zudem Verwaltungsleiter des Autonomen Kreises der Ust-Ordynsker Burjaten. Dieser wurde zum 1. Januar 2008 in die Oblast Irkutsk eingegliedert.
Im April 2008 trat Alexander Georgijewitsch Tischanin vor dem Ende seiner Amtszeit vom Amt des Gouverneurs zurück und Wladimir Putin, dessen Amtszeit im Mai 2008 endete, ernannte Igor Eduardowitsch Jessipowski der Partei Einiges Russland zum Gouverneur ad interim. Die Ernennung stellte eine Besonderheit dar, da Igor Eduardowitsch Jessipowski gleichzeitig auch Abgeordneter der Staatsduma war und diese Kombination der Ämter keine gewöhnliche politische Praxis ist. Bis September 2008 verband er diese beiden Ämter. Im November 2008 schlug der neue Präsident Dmitri Medwedew Igor Eduardowitsch Jessipowski der Gesetzgebenden Versammlung der Oblast Irkutsk als neuen Gouverneur vor und der Vorschlag wurde erwartungsgemäß vom Parlament bestätigt.
Im Mai 2009 verunglückte Igor Eduardowitsch Jessipowski beim Absturz eines Hubschraubers des Typs Bell 427. Angaben der Oblastregierung zufolge war er auf dem Rückweg einer Inspektionsreise vom Baikalsee. Das Irkutsker Regionalportal Babr.ru berichtete allerdings, dass der Flug nicht ordnungsgemäß angemeldet war. Deshalb verweigerte der zweite Pilot den Mitflug, woraufhin der Hubschrauber nur von einem einzigen Piloten geflogen wurde, obwohl dieses Vorgehen nur in Extremfällen anzuwenden ist. Diese Fahrlässigkeit führte womöglich zum Absturz. Das Nachrichtenportal Life.ru veröffentlichte außerdem die Information, dass der Flug keine Inspektionsreise, sondern ein Jagdausflug mit dem Privathubschrauber eines Verwandten von Igor Eduardowitsch Jessipowski war.
Sergei Michailowitsch Sokol wurde direkt zum Gouverneur ad interim ernannt, bis im Juni 2009 der Vizevorsitzende des Föderationsrats und Vizegouverneur der Oblast Irkutsk, Dmitri Fjodorowitsch Mesenzew, auf Vorschlag des Präsidenten auch von der Gesetzgebenden Versammlung der Oblast Irkutsk zum Gouverneur gewählt wurde. Am 2. Mai 2012 unterzeichnete Präsident Dmitri Medwedew, dessen Amtszeit auslief, ein Gesetz, welches die Wiedereinführung der Direktwahlen der Gouverneure der Föderationssubjekte vorsah. Das Gesetz sollte ab dem 1. Juni 2012 in Kraft treten und alle Gouverneursämter, die nach diesem Datum ausliefen, sollten durch einen direkt gewählten Kandidaten ersetzt werden. Kurz davor, am 18. Mai 2012, wurde Wladimir Putin wieder Präsident und nahm ein Rücktrittsgesuch des Irkutsker Gouverneurs Dmitri Fjodorowitsch Mesenzew entgegen, dessen Amtszeit eigentlich bis Juni 2014 andauern sollte. Zum Gouverneur ad interim wurde Sergei Wladimirowitsch Eroschtschenko ernannt, dessen Kandidatur Wladimir Putin am 24. Mai 2012 auch der Gesetzgebenden Versammlung der Oblast Irkutsk vorlegte. Diese berief eine außerordentliche Sitzung am 29. Mai 2012 ein und wählte Sergei Wladimirowitsch Eroschtschenko zwei Tage vor dem Inkrafttreten des neuen Direktwahlgesetzes zum Gouverneur der Oblast Irkutsk für die folgenden fünf Jahre. Es war die letzte nicht direkte Wahl eines Gouverneurs eines russischen Föderationssubjekts.
Obwohl seine Amtszeit bis Mai 2017 gelaufen wäre, gab Sergei Wladimirowitsch Eroschtschenko seinen Rücktritt im Mai 2015 bekannt, bat den Präsidenten Wladimir Putin aber um die Erlaubnis, in der folgenden Direktwahl kandidieren zu dürfen. Wenn ein Gouverneur zurücktritt, benötigt er die Erlaubnis des Präsidenten, um bei der nächsten Wahl direkt erneut zu kandidieren. Wladimir Putin gab die Erlaubnis und ernannte ihn zudem sofort vorübergehend zum Gouverneur ad interim bis zur Wahl, wofür es Kritik gab, da ein Kandidat bessere Chancen bei der Wahl hat, wenn ihn der Präsident bereits vorher in den Posten setzt. Das gibt den Eindruck, als wäre sowieso schon gesichert, dass der Kandidat die Wahl gewinnen würde.

## Wahlsystem
Alle wahlberechtigten Bürger haben eine Stimme, die sie einem der registrierten Kandidaten geben können. Ein Kandidat ist gewählt, wenn er mehr als 50 % der abgegebenen Stimmen, also eine absolute Mehrheit, erhält. Sollte kein Kandidat diese Stimmenanzahl erreichen, wird ein zweiter Wahlgang angesetzt, an dem die beiden Kandidaten mit den meisten Stimmen aus dem ersten Wahlgang teilnehmen. Im zweiten Wahlgang muss ein Kandidat nur die relative Mehrheit erhalten, um die Wahl zu gewinnen. Dieser Fall kann eintreten, da auch leere Stimmzettel Anteile des Gesamtergebnisses einnehmen, sodass beide Kandidaten unter 50 % der Stimmen erhalten und zum Beispiel 2 % leere Stimmzettel sind. Im ersten Wahlgang nehmen die leeren Stimmzettel auch Teile des Gesamtergebnisses ein, doch dort ist eine absolute Mehrheit unter Berücksichtigung der leeren Stimmzettel nötig; wäre das nicht der Fall, hätte bei dieser Wahl Sergei Wladimirowitsch Eroschtschenko die absolute Mehrheit (der ausgefüllten Stimmzettel) erhalten und es wäre kein zweiter Wahlgang notwendig gewesen.
Jeder registrierte Kandidat muss drei Personen aufweisen können, die im Falle der Wahl des Kandidaten Abgeordnete für den Föderationsrat, das Oberhaus des russischen Parlaments, werden können. Aus diesen wählt der gewählte Kandidat dann eine Person aus, die die Oblast im Föderationsrat vertritt.

### Kommunaler Filter
Damit ein Kandidat die Registrierung erhält, muss er einen vorgegebenen Anteil an Unterschriften, in diesem Fall 257, von Abgeordneten von Kommunalparlamenten oder Bürgermeistern einholen. Darunter müssen 40 Unterschriften von Abgeordneten von Kommunalparlamenten oder Bürgermeistern von Rajonen und Stadtkreisen sein, welche die erste Verwaltungsebene unterhalb der Oblast darstellen. Unter den Unterschriften müssen Unterschriften aus mindestens 32 Stadtkreisen oder Rajonen sein, damit verschiedene Regionen der Oblast repräsentiert sind. Die Dokumente mit den Unterschriften für die Registrierung mussten zwischen dem 14. und 29. Juli 2015 vorgelegt werden.

## Kandidaten
| Kandidat                              | Tätigkeit                                                                                       | Partei                                          | Registrierung               | Föderationsratskandidaten                                  |
| ------------------------------------- | ----------------------------------------------------------------------------------------------- | ----------------------------------------------- | --------------------------- | ---------------------------------------------------------- |
| Larissa Igorewna Jegorowa             | Mitarbeiterin des Abgeordneten in der Staatsduma, Andrei Dmitrijewitsch Krutow                  | Gerechtes Russland                              | registriert                 | Wladimir Buchanzow, Marina Komarowa, Nadeschda Skabelkina  |
| Sergei Wladimirowitsch Eroschtschenko | Gouverneur ad interim der Oblast Irkutsk                                                        | Einiges Russland                                | registriert                 | Kusma Aldarow, Wiktorija Dwornitschenko, Alexei Moskalenko |
| Leonid Nikolajewitsch Karnauchow      | Rentner                                                                                         | Russische Partei der Pensionäre                 | keine Dokumente eingereicht |                                                            |
| Oleg Nikolajewitsch Kusnezow          | Direktor von "Gruppa Kontinent", Abgeordneter der Gesetzgebenden Versammlung der Oblast Irkutsk | Liberal-Demokratische Partei Russlands          | registriert                 | Dmitri Jerschow, Georgi Ljubenkow, Sergei Magdalinow       |
| Sergei Georgijewitsch Lewtschenko     | Stellvertretender Vorsitzender des Energieausschusses als Abgeordneter der Staatsduma           | Kommunistische Partei der Russischen Föderation | registriert                 | Ilja Sumarokow, Wjatscheslaw Marchajew, Olga Nosenko       |
| Wassili Iwanowitsch Pronitschew       | Rentner                                                                                         | Patrioten Russlands                             | keine Dokumente eingereicht |                                                            |
| Artur Nikolajewitsch Pjanow           | Chefredakteur der Zeitung Nascha Sibskana                                                       | Bürgerplattform                                 | keine Dokumente eingereicht |                                                            |

## Umfragen
| Institut | Zeitraum    | Eroschtschenko | Lewtschenko | Jegorowa | Kusnezow | kein Kandidat | Wahlbeteiligung |
| -------- | ----------- | -------------- | ----------- | -------- | -------- | ------------- | --------------- |
| WZIOM    | August 2015 | 61,1 %         | 16,6 %      | 13,2 %   | 7,7 %    | 1,5 %         | 40 %            |

## Ergebnis
| Position              | Kandidat              | Partei                                          | Erster Wahlgang | Erster Wahlgang | Zweiter Wahlgang | Zweiter Wahlgang |
| Position              | Kandidat              | Partei                                          | Stimmen         | Anteil          | Stimmen          | Anteil           |
| --------------------- | --------------------- | ----------------------------------------------- | --------------- | --------------- | ---------------- | ---------------- |
| 1.                    | Sergei Eroschtschenko | Einiges Russland                                | 270.526         | 49,60 %         | 288.927          | 41,46 %          |
| 2.                    | Sergei Lewtschenko    | Kommunistische Partei der Russischen Föderation | 199.702         | 36,61 %         | 392.942          | 56,39 %          |
| 3.                    | Larissa Jegorowa      | Gerechtes Russland                              | 36.872          | 6,76 %          |                  |                  |
| 4.                    | Oleg Kusnezow         | Liberal-Demokratische Partei Russlands          | 22.626          | 4,15 %          |                  |                  |
| gültige Stimmzettel   | gültige Stimmzettel   | gültige Stimmzettel                             | 529.726         | 97,12 %         | 681.869          | 97,85 %          |
| ungültige Stimmzettel | ungültige Stimmzettel | ungültige Stimmzettel                           | 15.689          | 2,88 %          | 15.016           | 2,15 %           |
| Stimmen               | Stimmen               | Stimmen                                         | 545.415         | 100 %           | 696.885          | 100 %            |

Zum ersten Wahlgang gab es 1.869.451 Wahlberechtigte. 545.415 Personen gaben ihre Stimme ab, wodurch eine Wahlbeteiligung von 29,19 % zustande kommt. Von den 1.873.267 zum zweiten Wahlgang wahlberechtigten Personen gingen 696.885 Personen zur Wahl, wodurch eine Wahlbeteiligung von 37,22 % zustande kommt.

## Folgen
Am 2. Oktober 2015 fand die Amtseinführung des neuen Gouverneurs Sergei Lewtschenko statt. Das Ereignis fand mediale Aufmerksamkeit, da ein Sieg eines Oppositionskandidaten gegenüber einem regierungstreuen Kandidaten in Russland sehr ungewöhnlich ist und zuvor fast nie stattfand, insbesondere nicht auf einer relativ hohen politischen Ebene wie der der Föderationssubjekte. Vertreter der Exekutive der Oblast Irkutsk im Föderationsrat Russlands wurde Wjatscheslaw Michailowitsch Marchajew, welcher wie der Gouverneur Mitglied der Kommunistischen Partei der Russischen Föderation ist.
Bei mehreren Wahlen auf der Ebene der Föderationssubjekte am 9. September 2018 fanden zweite Wahlgänge statt. In mehreren Föderationssubjekten gewannen Oppositionskandidaten gegenüber etablierten Kandidaten von Einiges Russland bei Gouverneurswahlen. Neben diesen fanden auch Parlamentswahlen statt. Während Einiges Russland bis zu diesem Wahltag in den Parlamenten aller Föderationssubjekte eine absolute Mehrheit hatte, verlor die Partei diese in vier Föderationssubjekten. Unter diesen befindet sich auch die Oblast Irkutsk. Bei der Parlamentswahl in der Oblast Irkutsk 2018 wurde die Kommunistische Partei der Russischen Föderation des Gouverneursamtsinhabers stärkste Kraft. Somit ist die Oblast Irkutsk das einzige Föderationssubjekt, in dem Einiges Russland nicht die stärkste Fraktion im Regionalparlament ist. Dadurch herrscht in Irkutsk durch die beiden Regionalwahlen von 2015 und 2018 die Situation, dass die Kommunistische Partei der Russischen Föderation im Allgemeinen stärkste Kraft ist.